# ワレラン1世・ド・リュクサンブール＝リニー
ワレラン1世・ド・リュクサンブール（仏:Waléran Ier de Luxembourg(-Ligny), ? - 1288年6月5日）は、中世フランスのリニー、ルシーおよびラ・ロッシュの領主（1281年 - 1288年）。リンブルク＝ルクセンブルク家の17世紀まで続いた傍系ルクセンブルク＝リニー家の始祖にあたる。

## 生涯
ルクセンブルク伯ハインリヒ5世とその妻でバル伯アンリ2世の娘であるマルグリット・ド・バル（1220年 - 1275年11月23日）の間の息子として生まれた。兄ハインリヒ6世が父の後を継いだため、ワレランは母方から相続したリニーの領主となった。ボールヴォワールの領主マチュー2世の娘で相続人のジャンヌ・ド・ボールヴォワール（1300年没）と結婚し、2男4女をもうけた。息子の1人ワレラン2世（1275年 - 1354年）が父の後を継いでリニー領主となった。
ブラバント公家とヘルレ（ゲルデルン）伯家のリンブルフをめぐる係争（リンブルフ継承戦争）ではヘルレ陣営につき、1288年のヴォリンゲンの戦いで兄ハインリヒ6世とともに戦死した。ワレランはトルバドゥール・ジャック・ブルテルの叙事詩「ショヴァンシーのトーナメント（Le Tournoi de Chauvency）」に登場する主要なキャラクターの1人でもある。